# Raab-Katzenstein RK 3
Raab-Katzenstein RK 3 Phoenix war der Entwurf eines viersitzigen Passagierdoppeldeckers der Raab-Katzenstein-Flugzeugwerke aus dem Jahr 1926.

## Entwicklung
Obwohl die Entwicklung kommerzieller Flugzeuge bei der Dietrich Flugzeugwerk AG bereits früh aufgegeben wurde und der deutsche Luftverkehr mit der Gründung der Einheitsfluggesellschaft Luft Hansa 1926 sich mehr oder weniger zu einem Monopolmarkt entwickelte, gehörte der Entwurf des Passagierflugzeugs Raab-Katzenstein RK 3 Phönix nach der Entwicklung des Sport-Doppeldeckers Kl.1 und des Schulflugzeugs RK2 1926 zu einem der ersten Flugzeugentwürfe der Raab-Katzenstein-Werke. Allerdings handelte es sich bei der RK3 um ein deutlich kleineres Passagierflugzeug als die Dietrich DP.III der Dietrich Flugzeugwerk AG. Mit 2–3 Passagierplätzen und einer Reichweite von 500 km war die RaKa RK3 für Zubringer- und Geschäftsreise-Einsätze vorgesehen.
Der Entwurf der RaKa RK3 wurde von Paul Hall bereits im April 1926 abgeschlossen. Der Bau eines Prototyps begann im Mai 1926. Auf der Kasseler Luftfahrtausstellung im Mai 1926 sollten Teile des ersten Passagierflugzeugs der Raab-Katzenstein-Werke der Öffentlichkeit erstmals gezeigt werden. Die Aufnahme des Serienbaus war für 1927 angekündigt. Angeboten wurde die RaKa RK3 zu einem Stückpreis von 28.000 RM.
Für kleinere Zubringergesellschaften erwies sich die RaKa RK3 als zu teuer. Für den Passagier-Doppeldecker fanden sich keine Kaufinteressenten. Der Bau des Prototyps wurde noch 1926 abgebrochen. Die Entwicklung wurde zugunsten der einfacheren RaKa RK8 Marabu abgebrochen. Ein weiterer, späterer Entwurf in Anlehnung an die RaKa RK3 war das Passagierflugzeug RaKa RK10.
Neben der RaKa RK3 ''Phönix'' findet man Hinweise auf ein weiteres viersitziges Passagierflugzeug mit der Bezeichnung RaKa ''Adler''. Hierbei scheint es sich um ein etwas größeres Flugzeug gehandelt zu haben, das für den Einsatz auf passagierärmeren Nebenstrecken vorgesehen war. Dieses Projekt scheint allerdings vor Beginn des Entwurfsstadiums bereits verworfen worden zu sein.

## Aufbau
Die Auslegung erfolgte als Doppeldecker, der sich in seinen Grundmaßen an der RaKa RK2 orientierte, allerdings einen deutlich verbreiterten und erhöhten Rumpf erhielt. Zwei Passagiere fanden nebeneinander in einer geschlossenen Kabine innerhalb des Rumpfes Platz, während Pilot und ein dritter Fluggast nebeneinander im offenen Cockpit unter der Tragfläche platziert wurden. Als Antrieb war ein 125 PS starker Siemens & Halske Sh12 Motor vorgesehen.

## Technische Daten
| Kenngröße             | Daten                        |
| --------------------- | ---------------------------- |
| Besatzung             | 1 Pilot und 2–3 Passagiere   |
| Spannweite            | oben 10,70 m unten 9,80 m    |
| Länge                 | 7,80 m                       |
| Höhe                  | 2,85 m                       |
| Flügelfläche          | 28,30 m²                     |
| Flächenbelastung      | 38,5 kg/m²                   |
| Leistungsbelastung    | 8,7 kg/PS                    |
| Leermasse             | 700 kg                       |
| Zuladung              | 390 kg                       |
| Startmasse            | 1090 kg                      |
| Höchstgeschwindigkeit | 140 km/h                     |
| Landegeschwindigkeit  |                              |
| Steigzeit             | 91 m/min                     |
| Gipfelhöhe            |                              |
| Aktionsradius         | 500 km                       |
| Flugzeit              |                              |
| Antrieb               | 125 PS Siemens & Halske Sh12 |